# 루이 1세 드 콩데 친왕

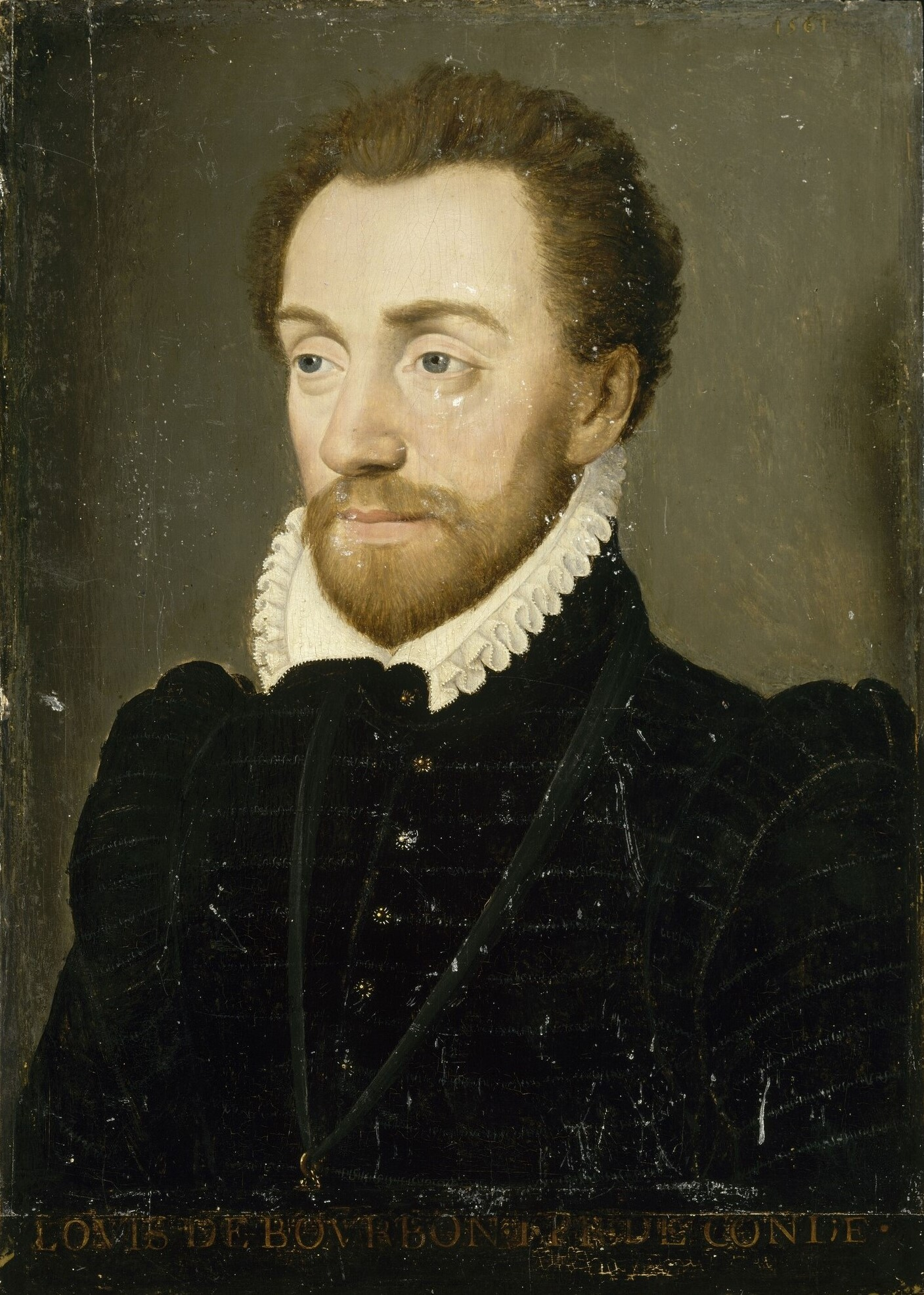
루이 1세 드 콩데 친왕

루이 1세 드 부르봉콩데(Louis Ier de Bourbon-Condé)는 프랑스 왕국의 혈통친왕, 아기에 공작이다. 샤를 드 방돔 공작의 다섯째 아들이다.